# Polliat
Polliat – miejscowość i gmina we Francji, w regionie Owernia-Rodan-Alpy, w departamencie Ain.

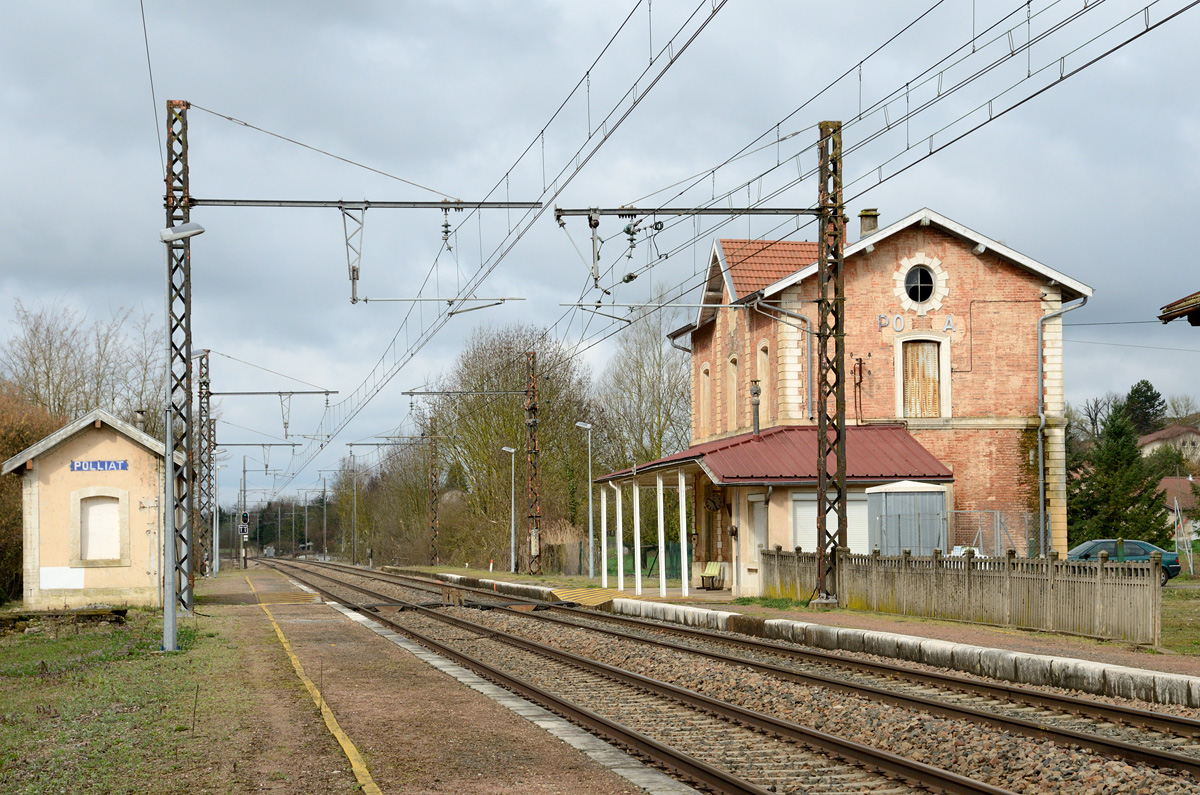
Przystanek kolejowy (2011 r.)

## Demografia
Według danych na styczeń 2012 roku gminę zamieszkiwały 2432 osoby, a gęstość zaludnienia wynosiła 121,2 osób/km².